# Шагреневая кожа (фильм, 2010)
«Шагреневая кожа» (фр. La peau de chagrin) — франко-бельгийский драматический телефильм режиссёра Алена Берлинера, снятый им в 2010 году, по мотивам романа Оноре де Бальзака «Шагреневая кожа».

## Сюжет
Главный герой, молодой и честолюбивый Рафаэль де Валентен (Тома Куман), мечтает разбогатеть и прославиться. И несмотря на то, что он беден и живёт в съёмной квартирке за счёт милосердной хозяйки и её дочери Полины (Аннабелль Эттманн), которой он изредка даёт уроки фортепиано, лучшим средством для осуществления своих желаний, по его мнению, является разум. Поэтому он активно и самозабвенно пишет, надеясь в скором времени опубликовать сборник философских эссе о всех великих мыслителях под общим названием «Теория воли». Однако издатель возвращает ему рукопись, так как считает её не соответствующей веяниям современности, скучной и к тому же слишком объёмной. После отказа издателя Рафаэль впадает в глубокую депрессию, но друг Растиньяк (Жюльен Оноре), с которым он познакомился в библиотеке во время поисков материала для своей книги, убеждает его попробовать себя на другом поприще. Следуя совету Растиньяка, Рафаэль решает попытать удачу в светской среде общества и влезает в долги. Вскоре на одной из вечеринок он знакомится и влюбляется в светскую львицу графиню Феодору (Милен Жампаной). Но несмотря на ухаживания, столь разорительные для Рафаэля, и остроумные комплименты, циничная и расчетливая красавица вскоре унизительно отказывает ему. Отвергнутый Рафаэль, поняв, как глуп и слеп он был, в отчаянии решает покончить с собой. Лишь случайность не даёт ему этого сделать. Бесцельно блуждая по городу без гроша в кармане, он нечаянно забредает в лавку древностей, и её загадочный хозяин (Жан-Пьер Марьель), поняв замыслы Рафаэля, предлагает ему самый приятный способ умереть — заключить сделку с сильным магическим талисманом, Шагреневой кожей. Она осуществляет любое желание заключившего с ней нерушимую сделку, но взамен неумолимо сокращает жизнь своего обладателя. Рафаэль, проигнорировав предупреждения хозяина лавки, так как посчитал их лишь бреднями сумасшедшего старика, ради любопытства решает заключить смертельную сделку, ведь, как он думает, терять ему уже нечего. И сразу же, загадав якобы невыполнимые желания, он становится свидетелем их молниеносного осуществления, получая все и сразу: солидную должность, огромное наследство, толпы поклонников его писательского дара, любовь женщин, пиры, оргии, вакханалии…

## В ролях
| Актёр             | Роль                                                    |
| ----------------- | ------------------------------------------------------- |
| Тома Куман        | Рафаэль де Валентен (молодой писатель)                  |
| Аннабелль Эттманн | Полина (дочь хозяйки квартиры, в которой живёт Рафаэль) |
| Жюльен Оноре      | Растиньяк (друг Рафаэля)                                |
| Милен Жампаной    | Графиня Феодора (светская львица)                       |
| Жан-Пьер Марьель  | хозяин лавки древностей                                 |
| Луи-До де Ланкесэ | Тайлефер                                                |